# 维拉代阿蒂
维拉代阿蒂（義大利語：Villadeati），是意大利亚历山德里亚省的一个市镇。总面积14.48平方公里，人口517人，人口密度35.7人/平方公里（2009年）。ISTAT代码为006182。